# Ernesto Contreras
Ernesto A. Contreras Vázquez (Medrano, 19 de junho de 1937 – 25 de outubro de 2020) foi um ciclista olímpico argentino. Contreras representou sua nação nos Jogos Olímpicos de Verão de 1960 (Roma), 1964 (Tóquio) e 1968 (Cidade do México).
Foi octacampeão argentino de ciclismo de pista na prova de perseguição individual entre 1956 e 1963 e venceu três vezes o campeonato nacional de estrada em 1959, 1970 e 1971.
Contreras morreu em 25 de outubro de 2020 aos 83 anos, em decorrência da COVID-19.